# 岐阜市立青山中学校
岐阜市立青山中学校（ぎふしりつ せいざんちゅうがっこう）は、岐阜県岐阜市北部に位置する、公立中学校。鷺山小学校、常磐小学校の児童が進学する。

## 沿革
- 1975年（昭和50年）
  - 4月1日 - 長良中学校から分離し開校。校舎未完成のため、長良中学校の校舎の一部を青山中学校の仮校舎とする。
  - 7月19日 - 校舎が完成する。
  - 9月1日 - 校舎での授業を開始。

## 基本情報
平成25年度
1年生5クラス
2年生5クラス
3年生4クラス
OC2クラス
平成26年度
1年生5クラス
2年生4クラス
3年生5クラス
OC2クラス
平成27年度
1年生4クラス
2年生4クラス
3年生4クラス
OC2クラス
平成28年度
1年生5クラス
2年生4クラス
3年生4クラス
OC2クラス
※OC（オープンクラス）とは、障害がある生徒を対象とするクラス
※1クラスは40名以内（OCは抜く）

## 年間行事
4月：前期始業式・入学式
5月：体育大会
6月：ハローワーク
7月：大掃除・夏休み
8月：夏休み
9月：学習旅行
10月：学習旅行・前期終業式・後期始業式
11月：合唱祭
12月：冬休み
1月：冬休み
2月：3年生と語る会
3月：卒業式・後期終了式

## 出身有名人
- 和田一浩（野球解説者、元プロ野球選手（西武ライオンズ→中日ドラゴンズ））
- 鷲見玲奈[1]（フリーアナウンサー、元テレビ東京アナウンサー）

## 進学前小学校[2]
- 岐阜市立鷺山小学校
- 岐阜市立常磐小学校

## 交通アクセス
- 岐阜バス

岐南町線「青山中学校前」バス停より徒歩約3分。